# Traité franco-tchécoslovaque
Le traité franco-tchécoslovaque, officiellement le traité d'alliance et d'amitié entre la République française et la République tchécoslovaque est un traité signé à Paris le 25 janvier 1924 par le président du Conseil de la République française Raymond Poincaré, et le ministre des Affaires étrangères tchécoslovaque Edvard Beneš. Il est enregistré par la Société des Nations le 15 mars 1924 (n° 588) et se compose de 8 articles. Qualifié par certains historiens de « traité inoffensif à portée très générale », il s’inscrit néanmoins dans le cadre de la politique française de sécurité pendant l’entre-deux-guerres.

## Contexte
L’initiative de ce traité est française, menée par le maréchal Foch en mai 1923. Ce dernier est à l’origine du dialogue instauré entre la France et les nouveaux pays de l’Est après le remaniement de la carte européenne en 1919-1920, et est considéré sur cette question comme un interlocuteur indispensable. Entre 1919 et 1924, le maréchal Foch défendra corps et âme ses projets stratégiques : créer des réseaux d’alliances permettant de maintenir l’Allemagne enserrée, et un cordon sanitaire le long de la Russie bolchévique.
En termes diplomatique et politique, la situation est tendue à cette période pour la France : elle s'enlise dans l'occupation de la Ruhr depuis janvier 1923 avec des vagues de « résistance passive » de la part des ouvriers allemands, le Gouvernement Français n'ayant pas écouté la suggestion d'annexer la Rhenanie que le Marechal Foch proposait et la France s'inquiète d'un éventuel évincement du cercle d’influence en Europe centrale, qui entend recréer un équilibre régional, notamment avec la mise en place d’une Petite Entente en 1921 entre la Yougoslavie, la Roumanie et la Tchécoslovaquie. De plus, le traité de Rapallo entre l’URSS et l’Allemagne en 1922 inquiète fortement les forces alliées qui y voient le spectre de la relance allemande sur le plan industriel, économique et militaire.
Par ailleurs, la puissance française a perdu l’appui de la Russie, qui est aux prises avec une guerre civile et l’essor du bolchevisme. Il semble donc nécessaire à la France de consolider ses alliances à l’Est, et en particulier avec les nouveaux États issus des traités de la Conférence de la Paix, qui ont tout intérêt à encourager la stricte application de ces derniers et à endiguer le retour d’une hégémonie allemande.

## Objectifs
La France a dans l’idée d’assurer sa sécurité, et cela doit passer, entre autres, par la création de réseaux d’alliances. La Russie étant désormais hors-jeu, Foch entend mettre en place des « alliances de revers » : il s’agit de faire de l’Europe orientale un allié et un tampon face à une éventuelle volonté d’expansion allemande, permettant ainsi l’ouverture d’un nouveau front mais aussi la création d’un cordon sanitaire le long de la Russie bolchévique.
Foch souhaite la mise en place d’un triangle France-Pologne-Tchécoslovaquie pouvant remplacer les remparts que constituaient à elles deux la France et la Russie. Une alliance entre la Tchécoslovaquie et la Pologne est donc nécessaire, mais loin d'être évidente : le différend territorial concernant le district de Teschen en Silésie pendant la Conférence de la Paix a créé un conflit entre les deux États qui ne parviennent pas à s’entendre.

## Contenu du traité

### La France et la Tchécoslovaquie, garantes du traité de Versailles
Les rédacteurs cherchent à légitimer le traité par le droit international existant, et à se placer dans le respect du statu quo territorial découlant des traités de paix de 1919-1920.
Il est ainsi fait référence au  traité de Saint-Germain en Laye  (qui interdit l’Anschluss) et au Protocole de Genève de 1922 à l’article 3.
L’article 4 fait référence aux déclarations faites par la Conférence des ambassadeurs le 3 février 1920 et le 1er avril 1921, qui visent à empêcher le retour des Habsbourg sur le trône d’Autriche.
L’article 5 concerne la remise sur le trône de la dynastie des Hohenzollern en Allemagne.
Le fait qu’il se place sous l’égide de la Société des Nations montre aussi la volonté de légitimer le traité sur la scène internationale.

### Le principe de concertation systématique et d’arbitrage
L’article 2 pointe l’existence d’une communauté d’intérêts entre les deux pays, et prévoit une consultation des deux parties en cas de menace.	
Est considéré comme une menace la violation d’un ou plusieurs traités ou déclarations cités aux articles 3 et 4, ou le retour des Hohenzollern cités à l’article 5.
En cas de conflit, les deux pays s’engagent à privilégier la voie de l’arbitrage de manière systématique. Celui-ci devra se faire soit par la Cour de Justice Internationale, soit par des arbitres choisis par les parties. Présent à l’article 6, cette clause montre un certain espoir de pacifisme pour l’avenir de l’Europe.

### Limites
Le traité d'alliance et d'amitié franco-tchécoslovaque, comme expliqué ci-dessus, ne constitue pas une alliance défensive. Aucune clause militaire n'y est présentée et la seule obligation des contractants est la consultation. De plus, les « menaces » sont définies de manière relativement abstraites. Une agression allemande n’est pas explicitement évoquée comme menaces — Masaryk[Qui ?] l’aurait fait retirer —, alors qu'on sait que c'est le principal objet de ce traité.

## Réceptions du traité

### Les soupçons d’une alliance militaire secrète[8]
Le faible contenu effectif de ce traité laisse penser aux diplomates britanniques et allemands qu’il pourrait en parallèle s’être négocié un accord militaire secret entre la France et la Tchécoslovaquie. Prague s’empresse alors de rassurer Londres, par le biais d’une lettre du ministre tchécoslovaque à Londres Vojtech Matsny envoyé au Times. La lettre explique que malgré le projet initial, l’aspect militaire est absent du traité.	
De même, le ministre tchécoslovaque à Berlin, Vlatsimil Tusar, rassure le diplomate britannique Lord d’Abernon en évoquant la « pression immense » exercée par la France lors de la signature du traité.
Le journal allemand Berliner Tageblatt publie même le 19 mars 1924 un accord militaire entre la France et la Tchécoslovaquie, qui se révèlera plus tard être un faux.

### L’échange de lettres entre  Poincaré et  Beneš
Si on sait qu’aucun accord militaire n’a été signé entre les deux pays, des engagements réciproques ont néanmoins été précisés par un échange de deux lettres presque identiques les 26 et 31 janvier 1924. Extrait de la lettre de Raymond Poincaré à Edvard Beneš: 

« Il est entendu que par l’application de l’article 2 du Traité d’alliance en date d’hier, les États-majors généraux des deux pays continueront de maintenir et de resserrer d’une manière constante leur entente dans le même esprit et pour la même fin, tant en ce qui concerne l’établissement de plans concertés pour parer à une agression dirigée contre l’un des deux pays par un ennemi commun, qu’en ce qui touche l’étude des moyens respectifs d’assistance envisagés plus haut. »

### Incohérences et limites du traité
Le présent traité s’inscrit dans une constellation d’accords bilatéraux (ceux cités à l’article 7 notamment), mais cet ensemble ne constitue pas le dispositif de sécurité cohérent dont la France a voulu se doter.
La seule obligation de ce traité est la consultation des parties, et ne dispose en rien d’un soutien politique ou militaire d’un pays à l’autre en cas de menace.
D’ailleurs, l’idée d’une aide militaire apportée par la France à la Tchécoslovaquie en cas d’agression allemande est elle-même une incohérence, puisque les troupes françaises devraient alors traverser soit le territoire suisse (neutre), soit directement le territoire allemand.

## Conséquences à long terme de la faiblesse du traité[12]
Ce « traité d’amitié », au vu de son peu de contenu et de l’absence d’une véritable alliance militaire défensive, n’empêchera pas l’Allemagne de démembrer la Tchécoslovaquie en 1938 avec la Conférence de Munich.
La position française sur cette question reste incertaine jusqu’au dernier moment ; tout en étant conscient du fait que les Britanniques refuseront de se battre pour la Tchécoslovaquie et que Chamberlain penche pour la voie des négociations avec Hitler, le ministre des Affaires Etrangères, Georges Bonnet, laisse Beneš espérer un soutien français en contrepartie de concessions suffisantes aux populations sudètes.
Mais les revendications de Hitler se durcissent : il désire une annexion de la totalité des Sudètes avant le 1er octobre. Cela donnera lieu à la Conférence de Munich entre Hitler, Mussolini, Daladier et Chamberlain, mais sans représentants tchécoslovaques et polonais. L’Allemagne obtiendra gain de cause pour toutes ses revendications.
Mais la conférence de Munich a des conséquences inattendues pour les anciennes forces de la Triple-Entente : on assiste vite à un démembrement complet de la Tchécoslovaquie.
Cela a pour effet de jeter un immense froid dans les relations entre la France et ses alliés d’Europe centrale et orientale. En effet, elle n’a pas su faire face à la politique d’agression allemande, contre laquelle elle se battait pourtant férocement depuis la fin de la Grande Guerre, et a préféré abandonner ses alliés aux mains d’Hitler plutôt que de faire face à la puissance nazie. La France perd donc en crédibilité.